# Сидоров, Вениамин Александрович
Вениамин Александрович Сидоров (19 октября 1930, деревня Бабарино ныне Суздальского района Владимирской области — 20 декабря 2006 года, Новосибирск) — советский физик, член-корреспондент АН СССР с 1968 года.

## Биография
Родился в семье рабочего. В 1942 году отец погиб на фронте Великой Отечественной войны.
В 1948 году поступил на физико-технический факультет МГУ, после его закрытия перешёл на физический факультет. Окончил физический факультет МГУ (1953), работал в Институте атомной энергии. В 1959 году год стажировался в Институте Нильса Бора.
С 1961 года — в Институте ядерной физики Сибирского отделения АН СССР.
Доктор физико-математических наук (1968). В 1968 г. избран членом-корреспондентом АН СССР.
В 1977-2006 гг. – заместитель директора. 
Похоронен на Южном кладбище Новосибирска.

## Научные интересы
Совместно с другими разработал метод встречных пучков (Ленинская премия, 1967).
Выполнил эксперименты по проверке применимости законов квантовой электродинамики на малых расстояниях и изучению двойного тормозного излучения на встречных электрон-электронных пучках. Ему принадлежат также работы по спектрометрии быстрых нейтронов. Исследовал векторные мезоны, многоадронную аннигиляцию и электророждение е+е− пар на встречных электрон-позитронных пучках.

## Награды и премии
В. А. Сидоров удостоен ряда государственных наград:
- Орден «За заслуги перед Отечеством» IV степени (2000) — за заслуги перед государством, многолетний добросовестный труд и большой вклад в укрепление дружбы и сотрудничества между народами[1]
- Орден «Знак Почёта» (1975, 1981)
- Медаль «За трудовую доблесть» (1967)

Он является лауреатом Ленинской премии (1967, вместе с Г. И. Будкером, А. А. Наумовым, А. Н. Скринским, В. С. Панасюком), Государственной премии СССР (1989), Премии Совета Министров СССР (1985).

## Публикации
- Спектрометрия быстрых нейтронов, М., 1958 (совм. с Б. В. Рыбаковым)
- Novosibirsk colliding beam experiments, Proceedings of the Symposium on Electron and Photon Interactions, Cornell University, 1971.